# Бернард Марк
Бернард Бер Марк (пол. Bernard Ber Mark; 8 червня 1908, Ломжа, Ломжинська губернія, Російська імперія — 4 серпня 1966, Варшава, Польська Народна Республіка) — польський журналіст, історик, літературний критик, діяч комуністичного руху. У 1949—1966 роках директор Єврейського історичного інституту.

## Біографія
Народився 8 червня 1908 року у Ломжі, у єврейській родині. Навчався на юридичному факультеті Варшавського університету з 1927 до 1931 року. З 1928 року член Комуністичної партії Польщі, співпрацював у єврейській комуністичній пресі. У 1932 році закінчив навчання й здобув диплом юриста.
У 1934—1938 роках був членом центральної редакції єврейських видань при ЦК КПП. У 1934—1935 роках був редактором легальної комуністичної газети «Der Frajnd». У 1936—1938 роках член правління Союзу єврейських літераторів і журналістів. До 1939 року опублікував двотомну працю на їдиш «Історія громадських рухів у Польщі» (Geshikhte fun di Sotsiale Bavegungen in Poyln).
Під час Другої світової війни працював у Радянському Союзі. Спочатку у Мінську, де був співробітником Білоруської Академії наук. Потім у Москві та Куйбишеві. Співпрацював з Єврейським антифашистським комітетом і Радінформбюро. Був одним з організаторів Союзу польських патріотів, а з 1944 року був членом Головного правління цієї організації та віцепрезидентом Організаційного комітету польських євреїв при СПП. Брав участь у пропаганді репатріації поляків із СРСР до Польщі. У Москві він опублікував свою першу роботу про єврейські повстання в окупованій Польщі.
У 1946 році повернувся до Польщі та почав працювати у Центральному комітеті польських євреїв. З 1949 року і до самої смерті у 1966 році очолював Єврейський історичний інститут у Варшаві. Був членом президії ЦК євреїв у Польщі, головою Асоціації єврейських письменників і журналістів і головним редактором газети «Нове життя» (Dos Naje Lebn). Також був головним редактором Бюлетеня інституту й інститутського видання «Bleter far Geshikhte».
З 1954 року він мав звання ад'юнкт-професора. У 1957 році відвідав Ізраїль і виступив з доповіддю на Другому Всесвітньому конгресі з юдаїки. Встановлював зв'язки з науковими закладами Ізраїлю — інститутом Яд Вашем і Центральним архівом з історії єврейського народу (Єрусалим).
16 липня 1954 року нагороджений Золотим хрестом за заслуги в ознаменування «видатних заслуг на ниві науки».
Бернард Марк помер у Варшаві, 4 серпня 1966 року. Похований на головній алеї єврейського цвинтаря на вулиці Окопова у Варшаві (ряд 1, місце 64).

## Наукова діяльність
Бернард Марк був першим істориком, який висвітлив участь Єврейського військового союзу у повстанні у Варшавському гетто. Основною темою його робіт були долі євреїв у період Голокосту та військова проблематика. Його історичні погляди відповідали офіційній комуністичній версії історії.
У 1956 році французький історик Мішель Анрі критикував роботу Бернарда Марка «Повстання у Варшавському гетто» за надмірне акцентування участі комуністів в антинацистському Опорі в Польщі та відсутність будь-якої згадки про радянсько-німецьку угоду про поділ Польщі. У 1959 році, з нагоди виходу нового видання книги, Бернард Марк визнав, що перше видання було надто пропагандистським і що до нового видання внесено зміни. Але, як зазначив польський історик Єжи Томашевський, ці зміни мали косметичний характер.
У 1962 році історик Мішель Борович критикував Бернарда Марка за зміни, внесені до випущеної Єврейським історичним інститутом у Східному Берліні збірки автентичних документів і спогадів про період Голокосту та повстання у гетто, а також за допущені ним умовчання.
Єжи Томашевський також звинуватив Бернарда Марка у фальсифікаціях при виданні архіву Онєг Шабат у 1952 році.

### Праці
- 1950: Di jidisze tragedje in der pojliszer literatur (Єврейська трагедія у польській літературі);
- 1952: Ruch oporu w getcie bialostockim / Der Oyfshtand in Byalistoker Geto (Рух опору в Білостокському гетто);
- 1953: Powstanie w getcie warszawskim (Повстання у Варшавському гетто);
- 1953: Dokumenten un Materialen vegn Oyfshtand in Varshever Geto;
- 1954: Rzemieślnicy żydowscy w Polsce feudalnej (Єврейські ремісники у феодальній Польщі);
- 1954: Twórczość pisarzy poległych w gettach i obozach / Di Umgekumene Shrayber fun di Getos un Lagern un Zeyere Verk (Творчість письменників загиблих у гетто та таборах);
- 1955: Велика Британія і територія 1939—1944;
- 1957: Di Geshikhte fun Yidn in Poyln (Історія євреїв у Польщі);
- 1958: Raport Jürgena Stroopa;
- 1959: Walka i zagłada warszawskiego getta (Боротьба та знищення Варшавського гетто);
- 1963: Der Oy fshtand у Varshever Geto;
- 1985: The scrolls of Auschwitz (Аннали Аушвіца).

## Сім'я
У 1937 році він одружився з Естер Гольдхас — вчителькою і діячкою КПП. Після війни вона працювала дослідником у тому ж Єврейському історичному інституті. Через 2 роки після смерті Бернарда, у 1968 році, вона переїхала до Ізраїлю і померла там у 1994 році.